# Victor Misrahi
Pour les articles homonymes, voir Misrahi.
Victor Misrahi, né à Anvers le 17 juin 1913 et mort à Bruxelles le 6 août 1980 , est un écrivain belge de langue française.

## Biographie
Il remporte le prix Victor-Rossel en 1960 pour Les Routes du Nord.

## Œuvres
- Large des saisons, Bruxelles, Belgique, Éditions George Houyoux, 1954, 86 p. (OCLC 31596729)
- L’Amande ouverte, Bruxelles, Belgique, Éditions des Artistes, 1958, 74 p.
- Les Routes du Nord, Paris, Éditions Gallimard, 1960, 255 p. (BNF 33101900)
- Le Nord inscrit, Bruxelles, Belgique, Éditions Jacques Antoine, 1982, 102 p. (BNF 34807776)
- Poésies, Châtelineau, Belgique, Éditions Le Taillis Pré, coll. « Ha ! » , 2005, 278 p.  (ISBN 2-930232-96-X)